# Podskale (Jeziorzany)
Podskale – część wsi Jeziorzany w Polsce, położona w województwie małopolskim, w powiecie krakowskim, w gminie Liszki.
W latach 1975–1998 Podskale administracyjnie należało do województwa krakowskiego.